# Leucospis pictipyga
Leucospis pictipyga  (лат.) — вид паразитических наездников рода Leucospis из семейства Leucospidae (Chalcidoidea, отряд Перепончатокрылые насекомые).

## Распространение
Аргентина.

## Описание
Относительно крупные хальцидоидные наездники, длина самок от 9,5 до 11,5 мм, самцов от 7,2 до 11 мм. Основная окраска чёрная (с металлическим блеском) и несколькими лимонно-жёлтыми отметинами на скапусе, груди, брюшке и ногах.  Крылья затемнённые. 
Задние ноги с утолщенными и сильно изогнутыми бедрами и голенями. Усики 13-члениковые. Нижнечелюстные щупики 4-члениковые, нижнегубные щупики состоят из 3 сегментов.

## Биология
Отмечены с февраля по ноябрь. Предположительно, как и другие виды своего рода, эктопаразитоиды пчёл или ос Vespidae.

## Систематика
Включён в состав видовой группы Leucospis hopei, у которых клипеус со срединным мелким зубцом, мандибулы с небольшой треугольной вырезкой, пронотум с премаргинальным килем. Впервые описан в 1974 году британским гименоптерологом чешского происхождения Зденеком Боучеком (Zdenĕk Bouček, 1924-2011).